# Morelena
Morelena é uma terra da freguesia de Almargem do Bispo, Pero Pinheiro e Montelavar, no concelho de Sintra, Portugal. Foi até 1988 uma localidade da freguesia de Montelavar, tendo passado a incorporar a freguesia de Pêro Pinheiro com a criação da mesma.